# النساء في الكتاب المقدس

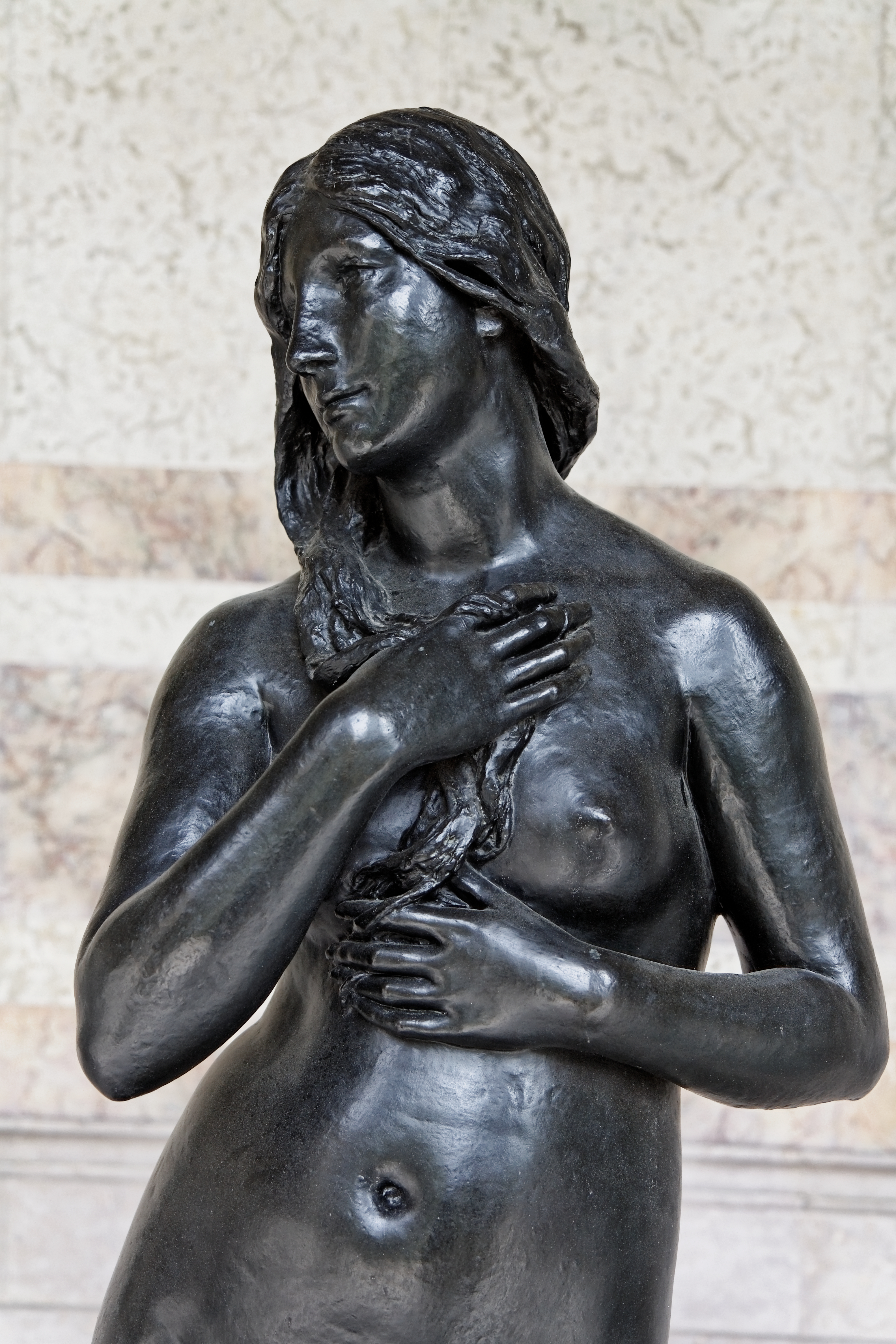
حواء الناشئة

النساء في الكتاب المقدس غالبات ومغلوبات، بعضهن يغير مجرى الأحداث التاريخية، وبعضهن ضعيفات لا يستطعن التأثير حتى في مصيرهن.
وُصفت مجتمعات الشرق الأدنى القديمة بأنها مجتمعات أبوية، والكتاب المقدس وثيقة أبوية كتبها رجال من العصر الأبوي. تفضّل أحكام الزواج في الكتاب المقدس الرجال، وكذلك أحكام الإرث، وقد عاشت النساء تحت قوانين صارمة للسلوك الجنسي، إذ كانت عقوبة الخيانة الزوجية الرَّجْم. وكانت المرأة في زمن الكتاب المقدس مقيدة بأحكام طهارة صارمة، سواءٌ أكانت طهارة شعائرية أو أخلاقية. تقبل الدراسات الحديثة الأبوية، ولكنها تقول أيضًا بتعدد التراتبيات، أي بوجود عدة نماذج سلطة بين الأفراد في الوقت نفسه، ولكل نموذج ترتيباته الهرمية. كانت سلطة الذكور حقيقية، ولكنها كانت متشظية، إذ كان للنساء مجالات خاصة للتأثير، كُنّ فيها الرئيسات وإن كُنّ تحت سيطرة رجل. تدل بعض الأدلة على المساواة الجنسية في الكتاب المقدس.
معظم النساء في الكتاب المقدس غير مسمّيات، ولا تبلغ نسبة النساء المسميات إلا 5.5 إلى 8 بالمئة من كل الشخصيات المسماة في الكتاب المقدس. ليست النساء في مقدمة الحياة العامة في الكتاب المقدس بالعموم، والنساء المسميات فيه برزْنَ عادةً لأسباب خارجة عن المألوف. فعلى سبيل المثال، كان كثير منهن منخرطات في قلب بنى القوة البشرية، وهو موضوع أدبي في الكتاب المقدس يسمى «القلب». ومن أمثلة النساء اللاتي قلبن طاولة القوة على الرجال: أبيجايل وإستير وجايل، التي أدخلت وتدًا في صدغ قائد العدو وهو نائم. الأمهات المؤسسات مذكورة أسماؤهن، وكذلك بعض النبيات والقاضيات والبطلات والملكات، أما المرأة العادية فليس لها كبيرُ ذكر. فقصة الجارية هاجر مذكورة، وكذلك قصة العاهرة راحاب، وقصص أخرى.
يسمي العهد الجديد عددًا من النساء في دائرة يسوع الداخلية، ويرى الباحثون عمومًا أن يسوع كان يعامل النساء باحترام. ذكر العهد الجديد أيضًا أسماء نساء قُدنَ في الكنيسة المبكرة. تغيرت الآراء عن النساء في الكتاب المقدس كثيرًا في التاريخ وانعكست هذه التغيرات في الفن والثقافة. في الكنيسة المعاصرة قضايا جدلية كثيرة بشأن النساء ودورهن في الكنيسة.

## النساء والجماع والقانون في الحضارات المحيطة
كانت معظم المجتمعات في الشرق الأدنى في العصرين البرونزي (3000-1200 قبل الميلاد) والمحوري (800 إلى 300 قبل الميلاد) مجتمعات أبوية، إذ استقر الحكم الأبوي تقريبًا عام 3000 قبل الميلاد. أنزلت المجتمعات الشرقية كالأكاديين والحيثيين والآشوريين والفُرس النساء إلى مستوى خاضع أدنى من الرجال. وكان في المنطقة بعض الاستثناءات الشحيحة، منها في الألفية الثالثة قبل الميلاد السومريون الذين أعطوا المرأة دورًا كان أقرب ما يكون إلى المساوي لدور الرجل. ولكن، في الألفية الثانية، تقلّصت حقوق النساء ومكانتهن.
في الغرب، كانت مكانة النساء المصريات عالية، وقاربت حقوقهن القانونية المساواة مع الرجال في آخر ثلاث ألفيات قبل الميلاد، وتُوّج عدد قليل منهن فراعنةً. ولكن، تشرح المؤرخة سارة بوميروي أنه في هذه المجتمعات القديمة حتى إذا اعتلت امرأة العرش، فإن هذا لا يمكّن ولا يدعم رعاياها من النساء.
كتبت الباحثة في الكلاسيكيات بوني ماكلاكلان أن المجتمعين الإغريقي والرومي كانا أيضًا مجتمعين أبويين.
كانت الأدوار المتوقعة من المرأة في هذه المجتمعات القديمة أدوارًا منزليّة بالعموم، باستثناء بعض المجتمعات كأسبرطة، إذ كان يُغَذَّى النساء والرجال سواءً، وكُنّ يُدَرَّبن على القتال لاعتقاد الأسبرطيين أن هذا يجعل ذرّيّتهن أقوى. كانت الآراء السائدة في الحضارة الإغريقية القديمة والكلاسيكية آراءً أبوية، وفي الأدب الإغريقي أيضًا علامات تدل على كراهية النساء. أتاح استقطاب الآراء في النساء لبعض المؤلفين الكلاسيكيين مثل طاليس وسقراط وأفلاطون وأرسطو وأرسطفان وفيلو وغيرهم، أن يكتبوا عن النساء أنهن «أسوأ من الرجال بضعفين» وأنهن «جنس خبيث» وأنه «لا يمكن الوثوق بهن في أي شيء»، وكتبوا عنهن أنهن جنس دنيء من الكائنات مستقل عن جنس الرجال.
تأثرت روما كثيرًا بالفكر الإغريقي. تقول سارة بوميروي: «لم يشجّع المجتمع الروماني النساء على فعل ما يفعله الرجال المساوون لهن في الطبقة الاجتماعية قطّ». في عالم أوديسيوس، كتب الباحث في الكلاسيكيات موسس فنلي: «لا يمكن تكذيب أن هومر يظهر الفكرة التي اعتُقدت صحتها في العصور القديمة كلها: وهي أن النساء طبيعيًّا أدنى من الرجال».
أشارت بوميروي أيضًا إلى أن النساء لعبن دورًا أساسيًّا في الدين الروماني والإغريقي الكلاسيكي، وحُزن أحيانًا حرية في الأنشطة الدينية مُنعن منها في أماكن أخرى. كانت الراهبات القائمات على الأديان الرسمية كاللاتي في معبد أثينا القديم في أثينا القديمة، يُدفَع لهن مال جيد، ويُنظَر لهن على أنهن قدوات، وكان لهن قوة سياسية واجتماعية معتبرة. في طقوس أسرار إليوسيس المهمة في الإغريق، كان الرجال والنساء والأطفال والعبيد كلهم يُدخَلون فيها على أساس المساواة المطلقة. في روما، كانت راهبات أديان الدولة، كالراهبات العذراوات، قادرات على حيازة مناصب عالية في المكانة والقوة. وكن يستطعن العيش مستقلات عن الرجال، وكن يظهرن في الأحداث العامة وكان لهن ثروات معتبرة. احتفل الإغريق والرومان كلاهما بأعياد دينية مهمة للنساء فقط، كان النساء فيها يتحدثن ويبنين علاقات فيما بينهن. ومع أن «المرأة المثالية» الموصوفة في كتابات وأقوات الفلاسفة والقادة الذكور هي التي تلتزم الابتعاد عن الحياة العامة وتهتم بتدبير بيتها وتربية أبنائها، ففي الحقيقة استطاعت بعض النساء في الإغريق وفي روما أن يحُزن تأثيرًا مهمًّا خارج المجال المنزلي البحت.
شُرعت قوانين في المجتمعات الأبوية لمعالجة ثلاثة أنواع من العلاقات الجنسية: الاغتصاب، والزنى (ويشمل الخيانة الزوجية والدعارة) وزنى المحارم. كانت هذه القوانين متجانسة عبر الزمان وعبر الحدود، وهو ما يعني أن جوانب الحياة التي نظمتها هذه القوانين كانت راسخة بالأصل في عادات الشعوب وقيمها. وكان الاستعمال البارز للعقوبة البدنية وعقوبة الإعدام والتعذيب البدني، وعقوبات العين بالعين، والعقوبات الموروثة (يرثها الأبناء عن آبائهم) هو المعتمد في قانون بلاد ما بين النهرين. أسس الملك أورنمو، الذي أسس السلالة السومرية الثالثة في أور في جنوب الرافدين، أقدم الشرائع التي تعود إلى عام 2200 قبل الميلاد تقريبًا. معظم الشرائع الأخرى تعود إلى الألفية الثانية قبل الميلاد، ومنها شريعة حمورابي البابلية التي تعود إلى عام 1750 قبل الميلاد. فضّلت القوانين القديمة الرجال، وحمت حقوقهم الإنجابية وكانت هذه الحماية قيمة موجودة في كل القوانين المتعلقة بالنساء والجماع.
في كل هذه الشرائع، اختلفت عقوبة الاغتصاب حسب وقوعه في المدينة حيث يمكن سماع صريخ المرأة للنجدة أو في الريف حيث لا يسمع (كما في سفر التثنية 22:23-27). تلعن القوانين الحيثية أيضًا المرأة التي تغتصب في بيتها على افتراض أن الرجل ما كان له أن يدخل من دون إذنها. الزنى مصطلح واسع يشمل سلوكات جنسية غير لائقة متنوعة، منها الخيانة الزوجية والدعارة. في شريعة حمورابي، وفي شريعة الآشوريين، يُحكَم على الخائنة لزوجها وعشيقها بالإغراق، ولكن العفو قد يؤدي إلى تأجيل الحكم. في شريعة الكتاب المقدس (اللاويين 20:10، والتثنية 22:22) العفو ليس خيارًا، ولا بد من قتل العشيقين (التثنية 22:21,24). لم يذكر الرجل الزاني في أي شريعة من هؤلاء. في شريعة حمورابي، يمكن أن تطلب المرأة الطلاق بشرط أن تثبت عفّتها وسموّ أخلاقها، وإلّا فيحكم عليها بالإغراق لطلبها. يكفي في كل هذه الشرائع لأي رجل وامرأة إذا تجامَعا أن يتزوجا. ولكن، إذا اتهم الرجل امرأته بأنها لم تكن بكرًا يوم تزوجها، يُحكَم عليها بالرجم حتى الموت.
قبل الأحكام التي وردت في الكتاب العبري، أباحت كل الشرائع السابقة الدعارة. تقول الباحثتان الكلاسيكيتان أليسون غلازبروك ومادلين هنري أن المواقف من الدعارة «كانت في عمق الموقف المجتمعي من الجنس ومن البنى الجنسية الاجتماعية». أُكرهت كثير من النساء في مجموعة متنوعة من الحضارات القديمة على الدعارة. وكان كثير منهن أطفالًا أو مراهقات. يقول المؤرخ هيرودتس ابن القرن الخامس، أن الدعارة المقدسة عند البابليين كانت «عادة مخزية» إذ تتطلب من كل امرأة في المدينة أن تذهب إلى معبد فينوس، وتنام مع غريب. بقيت بعض النساء في المعبد سنين وهي تُستَعمل من دون رضاها ولا دفع أجرة لها. شملت طقوس الإدخال لفتيات الديفداسي قبل البلوغ، احتفال تفريغ يحق فيه للرهبان أن يُجامعوا أي طفلة في المعبد. في الحضارة الإغريقية، كان على الجاريات أن يعملن داعرات ولم يكن لهن حق الرفض. شريعة الكتاب العبري هي الوحيدة التي تشجب الدعارة.
في شريعة حمورابي، كما في سفر اللاويين، زنى المحارم جريمة عقوبتها الموت، ولكن العقوبة معتمدة على هل نيلَ من شرف رجل آخر أو لا. يذكر سفر التكوين زنى المحارم عدة مرات، وفي سفر صموئيل الثاني وفي زمن الملك داوود، كان مباحًا لثامار أن تعرض الزواج على أخيها غير الشقيق بديلًا للاغتصاب. أما أسفار الخروج واللاويين والعدد، فتشجب كل العلاقات الجنسية بين الأقرباء.